# Sphoungaras

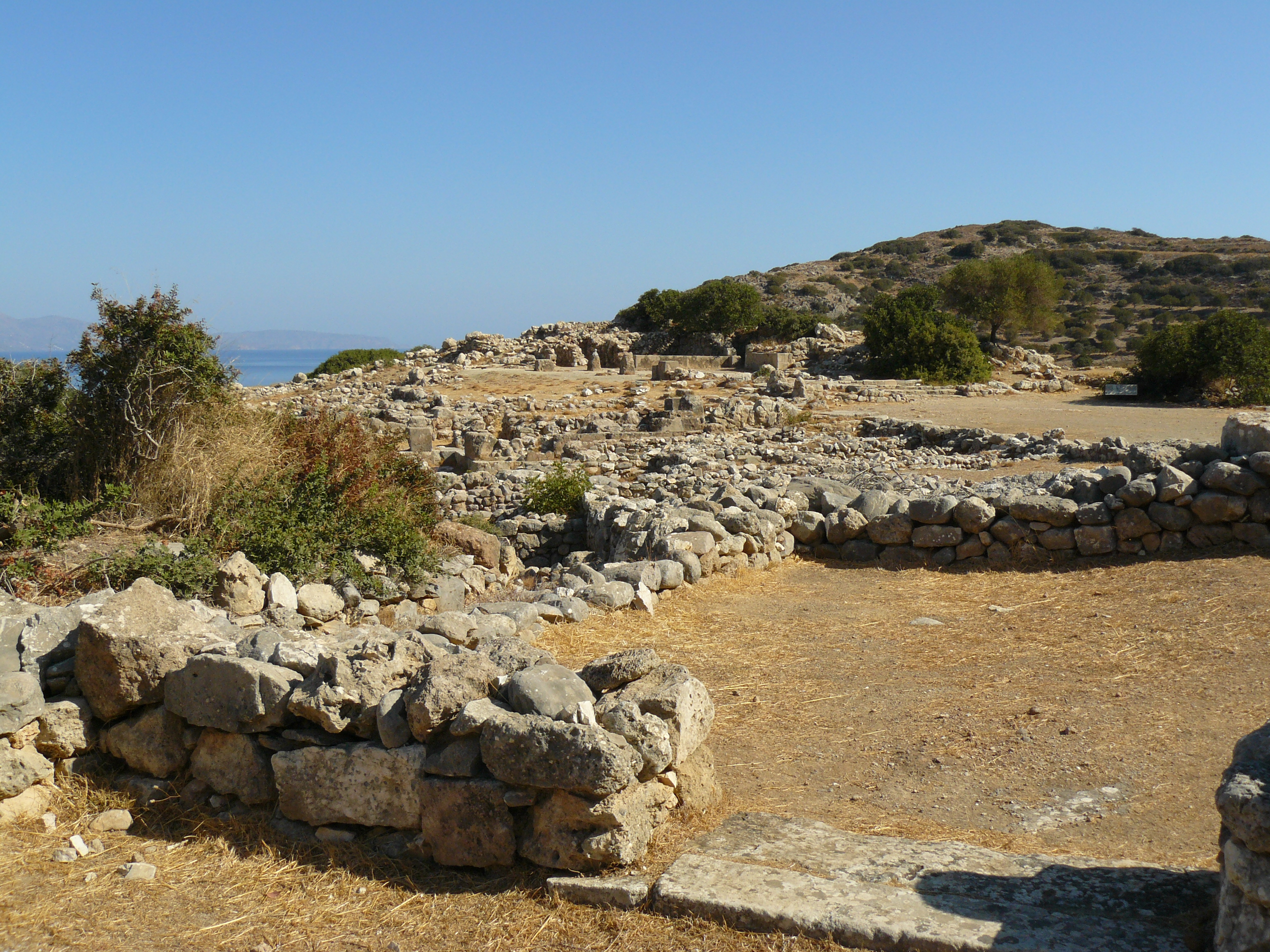
Blick von Gournia zum Sphoungaras

Sphoungaras (griechisch Σφουγγαράς = Schwammfischer oder Schwammverkäufer) ist der Name eines Hügels an der Nord-Küste des östlichen Kretas. Er liegt etwa 350 Meter nördlich der Ausgrabungsstätte von Gournia. Am südwestlichen Abhang wurden minoische Gräber entdeckt.

## Minoische Gräber
Der Hauptfriedhof von Gournia lag etwa 200 Meter nördlich der antiken Stadt. Die gefundenen Gräber decken den gesamten Besiedlungszeitraum von Gournia ab, während der sogenannte Nordfriedhof, der direkt nördlich an die Stadt anschloss, nur bis zur Mittelminoischen Zeit I (MM I; etwa 1800 v. Chr.) verwendet wurde.
Die ältesten Relikte wurden unter einem Felsüberhang gefunden und zeigen, dass der Ort in der Jungsteinzeit besiedelt war, bevor er später als Friedhof genutzt wurde. In einem 9 × 9 Meter großen Bereich wurden zur Frühminoischen Zeit IIa (FM II A) die Toten in Steinkistengräber aus grob behauenen Steinen beigesetzt. Als Grabbeigaben fand man schwarzgefleckte Keramik im Vasiliki-Stil. In einem weiteren Bereich von 13 Meter Länge fand man Gräber aus der Frühminoischen Zeit II – III. Als Beigaben gab es Steingefäße, zwei Goldketten mit herzförmigem Anhänger, zwei Elfenbeinsiegel und eine Pinzette aus Bronze. Die Anzahl der Gräber lässt auf ein beachtliches Ausmaß von Gournia zur Frühminoischen Zeit schließen.
Ab der Mittelminoischen Zeit I wurden die Toten in Pithoi begraben. Hierbei wurde der Leichnam in Hockposition mit angezogenen Beinen gebracht, wie von Herodot für die Libyer bezeugt, und ein Pithos umgekehrt darüber gestülpt. Auch zur Mittelminoischen Zeit III und Spätminoischen Zeit I wurde diese Begräbnisart beibehalten. Zum Teil wurden aber auch Larnaken zur Aufnahme des Leichnams verwendet. Mit dem Ende der Besiedlung Gournias endete auch die Nutzung des Friedhofs.

## Erforschung
1904 entdeckte die Archäologin Harriet Boyd-Hawes Gräber aus der Frühminoischen Zeit unter einem Felsüberhang. Richard Berry Seager vermutete, dass es sich hier nicht nur um einen einzelnen Begräbnisplatz, sondern um den Friedhof von Gournia handelte und begann am 31. März 1910 mit acht Arbeitern die Grabungen. Schon nach einem Tag Arbeit fand er weitere Gräber. Am nächsten Tag begann er eine Grabungskampagne mit 40 Arbeitern und nach drei Wochen hatte er 150 Begräbnisgefäße aufgefunden. Die meisten Funde wurden ins Candia Museum gebracht. Einzelne Gegenstände wurden ans University of Pennsylvania Museum abgegeben. Die Ergebnisse wurden 1912 von Edith Hayward Hall veröffentlicht. Weitere Grabungen wurden 1971 und 1972 von Costis Davaras durchgeführt.